# Priključenija Kroša
Priključenija Kroša (Приключения Кроша) è un film del 1961 diretto da Genrich Barduchmiosovič Oganesjan.